# Sarvanivarana-Vishkambhin
Sarvanivāraṇaviṣkambhin, ou Nivāraṇaviṣkambin (ch : chú yíqiè gàizhàng púsà 除一切蓋障菩薩; chú gàizhàng púsà 除蓋障菩薩 ; ou jìng zhū yèzhàng púsà 凈諸業障菩薩； tb : Dripa Namsal ; jp : Jogaisho jizo 除蓋障地藏), « [celui qui] élimine (viṣkambhi) tous (sarva) les obstacles et perturbations (nivāraṇa)», est l’un des Huit Grands Bodhisattvas (aṣṭamahāsattvā).

## Rôle
Il est invoqué ou visualisé pour détruire les obstacles au bon déroulement de la méditation.

## Nivāraṇa
Bien que les huit Mahâsattvas appartiennent au courant mahāyāna, le terme nivāraṇa est plus communément utilisé dans les textes hīnayāna où il désigne les cinq obstacles mentaux : désir (kamacchanda), hostilité (vyapada), paresse (thinamiddha), distraction et souci (uddhachcha-kukuchcha), doute vis-à-vis des Trois Joyaux (vichikicha). Sarvanivāraṇaviṣkambhi est surtout connu des méditants et ne fait pas l’objet d’un culte individuel important comme les sept autres mahāsattvas.

## Dans le vajrayāna
Dans le bouddhisme tantrique, il est en général placé dans la lignée du bouddha Amoghasiddhi, l’un des cinq dhyani bouddhas, plus rarement d’Akshobhya. Il est parfois considéré comme une forme de Vajrapani, il s'agit là fort probablement d'une confusion avec le mahāsattva Mahāsthāmaprāpta dont Vajrapāṇi est une de ses incarnations.

## Soutras concernés
Il est mentionné dans le Soutra du Lotus (Saddharma pundarika sūtra), dans lequel il va rendre hommage à Avalokiteshvara à Varanasi, et dans le Vairocanasoutra.

## Iconographie
Dans l'iconographie, il tient souvent une fleur dans une main, parfois accompagnée d'un joyau exauçant tous les vœux (cintamaṇi).

## Mantra
Le mantra de ce grand bodhisattva destiné à éliminer tous les obstacles et perturbations, mentionné dans le Vairocanasoutra, est le suivant: Namaḥ samantabuddhānāṃ! Aḥ! Sattva Hitābhyudgata，Traṃ! Traṃ! Raṃ! Raṃ! Svāhā！